# Барбоза, Эдсон
Э́дсон Ме́ндес Барбо́за мла́дший (порт.-браз. Edson Mendes Barboza Jr.; род. 21 января 1986, Нова-Фрибургу) — бразильский боец смешанного стиля, представитель лёгкой и полулегкой весовых категорий. Выступает на профессиональном уровне начиная с 2009 года, известен по участию в турнирах организации UFC, владел титулами чемпиона таких организаций как Renaissance MMA и Ring of Combat.

## Биография
Эдсон Барбоза родился 21 января 1986 года в муниципалитете Нова-Фрибургу штата Рио-де-Жанейро. Родился недоношенным ребёнком на 28 неделе беременности, врачи оценивали его шансы на выживание как 50/50. В возрасте восьми лет начал серьёзно заниматься тайским боксом, выступал на многих региональных соревнованиях по муай-тай и кикбоксингу, в том числе провёл 25 профессиональных поединков, из которых 17 завершил нокаутом в первом же раунде. Позже также освоил бразильское джиу-джитсу, тренируясь под руководством известного мастера Рикарду Алмейды. Из ударных техник практиковал классический бокс и тхэквондо.

### Начало профессиональной карьеры
В 2009 году Барбоза переехал на постоянное жительство в США и приступил к тренировкам в зале единоборств The Armory. Тогда же он дебютировал в ММА на профессиональном уровне, одержал победу техническим нокаутом в первом раунде. Дрался в различных небольших американских промоушенах, в частности завоевал и дважды защитил титул чемпиона организации Renaissance MMA в лёгком весе. В 2010 году стал чемпионом организации Ring of Combat — планировалась защита этого титула в поединке с россиянином Михаилом Малютиным, однако Барбоза принял решение перейти в более крупный промоушен Ultimate Fighting Championship и отказался от чемпионского пояса, а в соперники Малютину организаторы дали его соотечественника Луиса Азереду.

### Ultimate Fighting Championship
Дебютировал в UFC в ноябре 2010 года, изначально его соперником являлся Деррен Элкинс, но тот травмировался, и на замену ему поставили новичка организации Майка Лулло, которого Барбоза забил ногами в начале третьего раунда, добившись тем самым технического нокаута. В дальнейшем одержал победу над такими бойцами как Энтони Нжокуани, Росс Пирсон и Терри Этим, причём каждый из этих боёв признавался лучшим боем вечера. В случае с Этимом был также лучший нокаут вечера, эффектный удар ногой, признанный многими изданиями как лучший нокаут года.
Первое в своей профессиональной карьере поражение Барбоза потерпел в мае 2012 года, когда техническим нокаутом уступил вернувшемуся в организацию ветерану Джейми Варнеру. Несмотря на проигрыш, бразилец продолжил активно выходить в октагон и в 2013 году добавил в послужной список ещё три победы, взяв верх над Лукасом Мартинсом, Рафаэлу Оливейрой и Дэнни Кастильо. Противостояние с Кастильо получилось особенно напряжённым, тот явно доминировал в первом раунде, мог завершить поединок ударами и приёмом, но во втором и третьем раундах Барбоза перехватил инициативу, выиграв решением большинства судей. Оба бойца в итоге получили бонус за лучший бой вечера.
В апреле 2014 года Эдсон Барбоза вышел в клетку против Дональда Серроне — в начале первого раунда был близок к досрочному завершению поединка с помощью нокаута, однако вскоре сам пропустил точный джеб и, оказавшись в партере, вынужден был сдаться в результате успешно проведённого удушающего приёма сзади. Позже выиграл у Эвана Данэма и Бобби Грина, но проиграл Майклу Джонсону. В июле 2015 года единогласным судейским решением взял верх над непобеждённым американцем Полом Фельдером, получив при этом пятый в своей карьере бонус за лучший бой вечера и удостоившись похвалы президента организации Дэйны Уайта, который назвал их поединок «невероятным». В том же году заменил травмировавшегося Хабиба Нурмагомедова в поединке с Тони Фергюсоном, проиграл Фергюсону сдачей во втором раунде, попавшись в удушающий приём д’Арс. Их противостояние также было названо «лучшим боем вечера».
2016 год прошёл для Барбозы весьма успешно, он победил по очкам таких известных бойцов, как Энтони Петтис и Гилберт Мелендес. В марте 2017 года взял верх над представителем Ирана Бенеилом Дариюшом, заработав бонус за лучшее выступление вечера.
31 декабря 2017 года в Лас-Вегасе в рамках турнира UFC 219 Эдсон Барбоза проиграл Хабибу Нурмагомедову. Для 31-летнего Барбозы это поражение стало пятым в карьере при 19 победах.

## Статистика в профессиональном ММА
| Боёв 37  | Побед 24 | Поражений 13 |
| -------- | -------- | ------------ |
| Нокаутом | 14       | 4            |
| Сдачей   | 1        | 2            |
| Решением | 9        | 7            |

| Результат | Рекорд | Соперник           | Способ                                | Турнир                                             | Дата            | Раунд | Время | Место                     | Примечание                                                             |
| --------- | ------ | ------------------ | ------------------------------------- | -------------------------------------------------- | --------------- | ----- | ----- | ------------------------- | ---------------------------------------------------------------------- |
| Поражение | 24-13  | Драккар Клозе      | Единогласное решение                  | UFC 319                                            | 16 августа 2025 | 3     | 5:00  | Чикаго, Иллинойс, США     |                                                                        |
| Поражение | 24-12  | Лерон Мёрфи        | Единогласное решение                  | UFC Fight Night: Барбоза vs. Мёрфи                 | 18 мая 2024     | 5     | 5:00  | Лас-Вегас, Невада, США    | «Лучший бой вечера» (10)                                               |
| Победа    | 24-11  | Содик Юсуфф        | Единогласное решение                  | UFC Fight Night: Юсуфф vs. Барбоза                 | 14 октября 2023 | 5     | 5:00  | Лас-Вегас, Невада, США    | «Лучший бой вечера» (9)                                                |
| Победа    | 23-11  | Билли Куарантиллио | KO (удар коленом)                     | UFC on ESPN: Холлоуэй vs. Аллен                    | 15 апреля 2023  | 1     | 2:37  | Канзас-Сити, Миссури, США | «Выступление вечера» (2)                                               |
| Поражение | 22-11  | Брайс Митчелл      | Единогласное решение                  | UFC 272                                            | 5 марта 2022    | 3     | 5:00  | Лас-Вегас, Невада, США    |                                                                        |
| Поражение | 22-10  | Гига Чикадзе       | TKO (удары)                           | UFC on ESPN: Барбоза vs. Чикадзе                   | 29 августа 2021 | 3     | 1:44  | Лас-Вегас, Невада, США    |                                                                        |
| Победа    | 22-9   | Шейн Бургос        | КО (удары)                            | UFC 262                                            | 16 мая 2021     | 3     | 1:16  | Хьюстон, США              | «Лучший бой вечера» (8)                                                |
| Победа    | 21-9   | Макван Амирхани    | Единогласное решение                  | UFC Fight Night: Morais vs. Sandhagen              | 11 октября 2020 | 3     | 5:00  | Абу-Даби, ОАЭ             |                                                                        |
| Поражение | 20-9   | Дэн Иге            | Раздельное решение                    | UFC on ESPN: Overeem vs. Harris                    | 16 мая 2020     | 3     | 5:00  | Джэксонвилл, США          | Дебют в полулёгком весе.                                               |
| Поражение | 20-8   | Пол Фельдер        | Раздельное решение                    | UFC 242                                            | 7 сентября 2019 | 3     | 5:00  | Абу-Даби, ОАЭ             |                                                                        |
| Поражение | 20-7   | Джастин Гейджи     | KO (удар)                             | UFC on ESPN: Barboza vs. Gaethje                   | 30 марта 2019   | 1     | 2:30  | Филадельфия, США          | «Лучший бой вечера» (7)                                                |
| Победа    | 20-6   | Дэн Хукер          | TKO (удар в корпус)                   | UFC on Fox: Lee vs. Iaquinta 2                     | 15 декабря 2018 | 3     | 2:19  | Милуоки, США              |                                                                        |
| Поражение | 19-6   | Кевин Ли           | TKO (остановка врачом)                | UFC Fight Night: Barboza vs. Lee                   | 21 апреля 2018  | 4     | 5:00  | Атлантик-Сити, США        | Бой в промежуточном весе 71,2 кг; Ли не сделал вес.                    |
| Поражение | 19-5   | Хабиб Нурмагомедов | Единогласное решение                  | UFC 219                                            | 31 декабря 2017 | 3     | 5:00  | Лас-Вегас, США            |                                                                        |
| Победа    | 19-4   | Бенеил Дариюш      | KO (летучее колено)                   | UFC Fight Night: Belfort vs. Gastelum              | 11 марта 2017   | 2     | 3:35  | Форталеза, Бразилия       | «Выступление вечера» (1)                                               |
| Победа    | 18-4   | Гилберт Мелендес   | Единогласное решение                  | UFC on Fox: Holm vs. Shevchenko                    | 23 июля 2016    | 3     | 5:00  | Чикаго, США               |                                                                        |
| Победа    | 17-4   | Энтони Петтис      | Единогласное решение                  | UFC 197                                            | 23 апреля 2016  | 3     | 5:00  | Лас-Вегас, США            |                                                                        |
| Поражение | 16-4   | Тони Фергюсон      | Удушающий приём (д’Арсе)              | The Ultimate Fighter: Team McGregor vs. Team Faber | 11 декабря 2015 | 2     | 2:54  | Лас-Вегас, США            | «Лучший бой вечера» (6)                                                |
| Победа    | 16-3   | Пол Фельдер        | Единогласное решение                  | UFC on Fox: Dillashaw vs. Barão 2                  | 25 июля 2015    | 3     | 5:00  | Чикаго, США               | «Лучший бой вечера» (5)                                                |
| Поражение | 15-3   | Майкл Джонсон      | Единогласное решение                  | UFC Fight Night: Bigfoot vs. Mir                   | 22 февраля 2015 | 3     | 5:00  | Порту-Алегри, Бразилия    |                                                                        |
| Победа    | 15-2   | Бобби Грин         | Единогласное решение                  | UFC Fight Night: Edgar vs. Swanson                 | 22 ноября 2014  | 3     | 5:00  | Остин, США                |                                                                        |
| Победа    | 14-2   | Эван Данэм         | TKO (удар ногой в печень и добивание) | UFC Fight Night: Cerrone vs. Miller                | 16 июля 2014    | 1     | 3:06  | Атлантик-Сити, США        |                                                                        |
| Поражение | 13-2   | Дональд Серроне    | Удушающий приём (сзади)               | UFC on Fox: Werdum vs. Browne                      | 19 апреля 2014  | 1     | 3:15  | Орландо, США              |                                                                        |
| Победа    | 13-1   | Дэнни Кастильо     | Раздельное решение                    | UFC on Fox: Johnson vs. Benavidez 2                | 14 декабря 2013 | 3     | 5:00  | Сакраменто, США           | «Лучший бой вечера» (4)                                                |
| Победа    | 12-1   | Рафаэлу Оливейра   | TKO (лоу-кики)                        | UFC 162                                            | 6 июля 2013     | 2     | 1:44  | Лас-Вегас, США            |                                                                        |
| Победа    | 11-1   | Лукас Мартинс      | TKO (сдача от ударов)                 | UFC on FX: Belfort vs. Bisping                     | 19 января 2013  | 1     | 2:38  | Сан-Паулу, Бразилия       |                                                                        |
| Поражение | 10-1   | Джейми Варнер      | TKO (удары)                           | UFC 146                                            | 26 мая 2012     | 1     | 3:23  | Лас-Вегас, США            |                                                                        |
| Победа    | 10-0   | Терри Этим         | KO (удар ногой с разворота в голову)  | UFC 142                                            | 14 января 2012  | 3     | 2:02  | Рио-де-Жанейро, Бразилия  | «Лучший нокаут вечера» (1); «Лучший бой вечера» (3); «Нокаут года» (1) |
| Победа    | 9-0    | Росс Пирсон        | Раздельное решение                    | UFC 134                                            | 27 августа 2011 | 3     | 5:00  | Рио-де-Жанейро, Бразилия  | «Лучший бой вечера» (2)                                                |
| Победа    | 8-0    | Энтони Нжокуани    | Единогласное решение                  | UFC 128                                            | 19 марта 2011   | 3     | 5:00  | Ньюарк, США               | «Лучший бой вечера» (1)                                                |
| Победа    | 7-0    | Майк Лулло         | TKO (лоу-кики)                        | UFC 123                                            | 20 ноября 2010  | 3     | 0:26  | Оберн-Хилс, США           |                                                                        |
| Победа    | 6-0    | Марсело Гуидичи    | TKO (лоу-кики)                        | Ring of Combat 30                                  | 11 июня 2010    | 1     | 3:01  | Атлантик-Сити, США        | Выиграл титул чемпиона Ring of Combat в лёгком весе.                   |
| Победа    | 5-0    | Хосе Фигероа       | KO (оверхенд)                         | Renaissance MMA 16                                 | 5 марта 2010    | 1     | 3:55  | Новый Орлеан, США         | Защитил (2) титул чемпиона Renaissance MMA в лёгком весе.              |
| Победа    | 4-0    | Набих Баракат      | KO (удары)                            | Ring of Combat 28                                  | 19 февраля 2010 | 1     | 1:09  | Атлантик-Сити, США        |                                                                        |
| Победа    | 3-0    | Ли Кинг            | Удушающий приём (анаконда)            | Renaissance MMA 15                                 | 20 ноября 2009  | 1     | 2:04  | Новый Орлеан, США         | Защитил (1) титул чемпиона Renaissance MMA в лёгком весе.              |
| Победа    | 2-0    | Ли Кинг            | KO (удары)                            | Renaissance MMA 12                                 | 13 июня 2009    | 2     | 1:14  | Новый Орлеан, США         | Выиграл титул чемпиона Renaissance MMA в лёгком весе.                  |
| Победа    | 1-0    | Аарон Стидмен      | TKO (летучее колено)                  | Real Fighting Championships 17                     | 17 апреля 2009  | 1     | 3:34  | Тампа, Флорида, США       |                                                                        |